# 切赫·拉斯洛

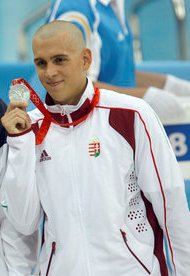
拉斯洛·切赫

切赫·拉斯洛（匈牙利語：Cseh László，1985年12月3日—），匈牙利男子游泳运动员。

## 生平
切赫在2003年首次出战世界大赛，获得了世界游泳锦标赛男子400米个人混合泳银牌，在2004年夏季奧林匹克運動會上他克服了伤病，代表匈牙利获得了男子400米个人混合泳的铜牌。2005年，由于迈克尔·菲尔普斯退出了当年世界游泳锦标赛的男子400米个人混合泳项目，切赫夺得了冠军。在2008年夏季奧林匹克運動會上，切赫在所参加的三个项目中均败给了菲尔普斯，收获了三枚银牌。